# 第13回カンヌ国際映画祭
第13回カンヌ国際映画祭（だい13かいカンヌこくさいえいがさい）は、1960年5月4日から20日にかけて開催された。

## 受賞結果
- パルム・ドール：『甘い生活』（フェデリコ・フェリーニ）
- 審査員賞：『情事』（ミケランジェロ・アントニオーニ）、『鍵』（市川崑）
- 特別賞：『処女の泉』（イングマール・ベルイマン）、『若い娘』（ルイス・ブニュエル）
- 女優賞：メリナ・メルクーリ （『日曜はダメよ』）、ジャンヌ・モロー （『雨のしのび逢い』）
- 国際批評家賞：『処女の泉』（イングマール・ベルイマン）
- 映画テレビ作家協会賞：『情事』（ミケランジェロ・アントニオーニ）
- 最優秀参加賞：『小犬をつれた貴婦人』（ヨゼフ・ヘイフイツ）、『誓いの休暇』（グリゴーリ・チュフライ）

## 審査員

### コンペティション部門
- 審査委員長 
  - ジョルジュ・シムノン （ベルギー/作家）
- 審査員
  - グリゴーリ・コージンツェフ (ソ連/監督)
  - マルク・アレグレ (フランス/監督)
  - シモーヌ・ルナン (フランス/女優)
  - ユリシーズ・プティ・ドゥ・ミュラ (アルゼンチン/脚本家)
  - ディエゴ・ファブリ (イタリア/作家)
  - ヘンリー・ミラー (アメリカ/作家)
  - 今日出海 (日本/作家)
  - モーリス・ルルー (フランス/作曲家)
  - マックス・リップマン (西ドイツ/批評家)
  - ルイス・ショーヴェ (フランス/ジャーナリスト)

## 上映作品

### コンペティション部門
アルファベット順。邦題ない場合は原題の下に英題。
| 題名 原題                                           | 監督                                | 制作国                  |
| --------------------------------------------------- | ----------------------------------- | ----------------------- |
| 誓いの休暇 Баллада о солдате                        | グリゴーリ・チュフライ              | ソビエト連邦            |
| 真説チャイニーズ・ゴースト・ストーリー 倩女幽魂     | リー・ハンシャン                    | イギリス領香港          |
| Cidade Ameaçada                                     | ロベルト・ファリアス                | ブラジル                |
| 小犬をつれた貴婦人 Дама с собачкой                  | ヨゼフ・ヘイフイツ                  | ソビエト連邦            |
| 第9女収容所 Deveti krug                             | フランツェ・シュティグリッツ        | ユーゴスラビア          |
| 肉体の遺産 Home from the Hill                       | ヴィンセント・ミネリ                | アメリカ合衆国          |
| 処女の泉 Jungfrukällan                              | イングマール・ベルイマン            | スウェーデン            |
| 鍵                                                  | 市川崑                              | 日本                    |
| Kam čert nemůže (When the Woman Butts In)           | Zdeněk Podskalský                   | チェコスロバキア        |
| アメリカの裏窓 L'Amérique insolite                  | フランソワ・レシャンバック          | フランス                |
| 情事 L'avventura                                    | ミケランジェロ・アントニオーニ      | イタリア フランス       |
| 甘い生活 La dolce vita                              | フェデリコ・フェリーニ              | イタリア                |
| La Procesión                                        | フランシス・ラウリック              | アルゼンチン            |
| 穴 Le trou                                          | ジャック・ベッケル                  | フランス                |
| Los Golfos (The Delinquents)                        | カルロス・サウラ                    | スペイン                |
| マカリオ Macario                                    | ロベルト・ガバルドン                | メキシコ                |
| 雨のしのび逢い Moderato cantabile                   | ピーター・ブルック                  | フランス イタリア       |
| 送られなかった手紙 Неотправленное письмо            | ミハイル・カラトーゾフ              | ソビエト連邦            |
| Първи урок (First Lesson)                           | ランゲル・ヴァルチャノフ            | ブルガリア ソビエト連邦 |
| Paw                                                 | アストリド・ヘニング・イェンセン    | デンマーク              |
| 日曜はダメよ Never on Sunday                        | ジュールズ・ダッシン                | ギリシャ アメリカ合衆国 |
| Si le vent te fait peur (If the Wind Frightens You) | エミール・ドゥジュラン              | ベルギー                |
| 息子と恋人 Sons and Lovers                          | ジャック・カーディフ                | イギリス                |
| Sujata                                              | ビマル・ロイ                        | インド                  |
| Telegrame                                           | Aurel Miheles Gheorghe Naghi        | ルーマニア              |
| バレン The Savage Innocents                         | ニコラス・レイ バッコ・バルディーニ | イタリア イギリス       |
| 若い娘 The Young One                                | ルイス・ブニュエル                  | メキシコ アメリカ合衆国 |
| 不運 Zezowate szczescie                             | アンジェイ・ムンク                  | ポーランド              |

### 特別招待作品
アルファベット順。邦題ない場合は原題の下に英題。
| 題名 原題          | 監督                     | 制作国         |
| ------------------ | ------------------------ | -------------- |
| ベン・ハー Ben-Hur | ウィリアム・ワイラー     | アメリカ合衆国 |
| Orient-Occident    | エンリコ・フルキニョーニ | フランス       |